# Credo dels Apòstols

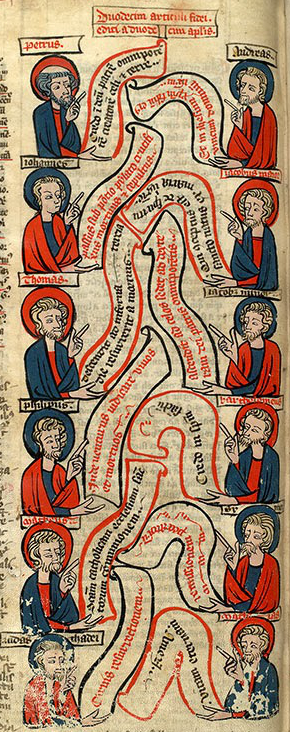
La rúbrica sobre aquest manuscrit il·luminat del tradueix els "dotze articles de fe proposats pels dotze apòstols".

El Credo dels Apòstols - Symbolum Apostolorum o Symbolum Apostolicum (llatí) - de vegades anomenat Símbol dels Apòstols, és una declaració de principis de les creences cristianes, un credo o símbol. És àmpliament utilitzat per un nombre de denominacions cristianes tant per propòsits litúrgics com catequístics, més visible en la litúrgia de les esglésies de tradició occidental, entre els quals l'Església Catòlica Romana, el luteranisme i la comunió Anglicana. També és utilitzat per presbiterians, metodistes, congregationalistes i molts baptistes.
El Credo dels Apòstols és trinitari en estructura amb seccions que afirmen la creença en Déu Pare, Jesucrist el seu Fill i l'Esperit Sant. El Credo dels Apòstols es va basar en la comprensió teològica cristiana dels evangelis canònics, les cartes del Nou Testament i, en menor mesura, l'Antic Testament. La seva base sembla l'antiga Creu Romana coneguda també com l'Antic Símbol Romà. A causa de l'origen primerenc de la seva forma original, no aborda alguns problemes cristològics definits al Credo de Nicea i altres credos cristians. No diu res explícitament sobre la divinitat de Jesús o de l'Esperit Sant. Això fa que sigui acceptable per a molts arrians i unitaris. Tampoc no aborda moltes altres qüestions teològiques que es van convertir en objectes de conflicte segles més tard.
El primer esment de l'expressió "Credo dels Apòstols" apareix en una carta de l'any 390 d'un sínode a Milà i pot haver estat associat a la creença, àmpliament acceptada al segle iv, que, sota la inspiració de l'Esperit Sant, cadascun dels dotze apòstols aportà un article d'un credo.

## Origen

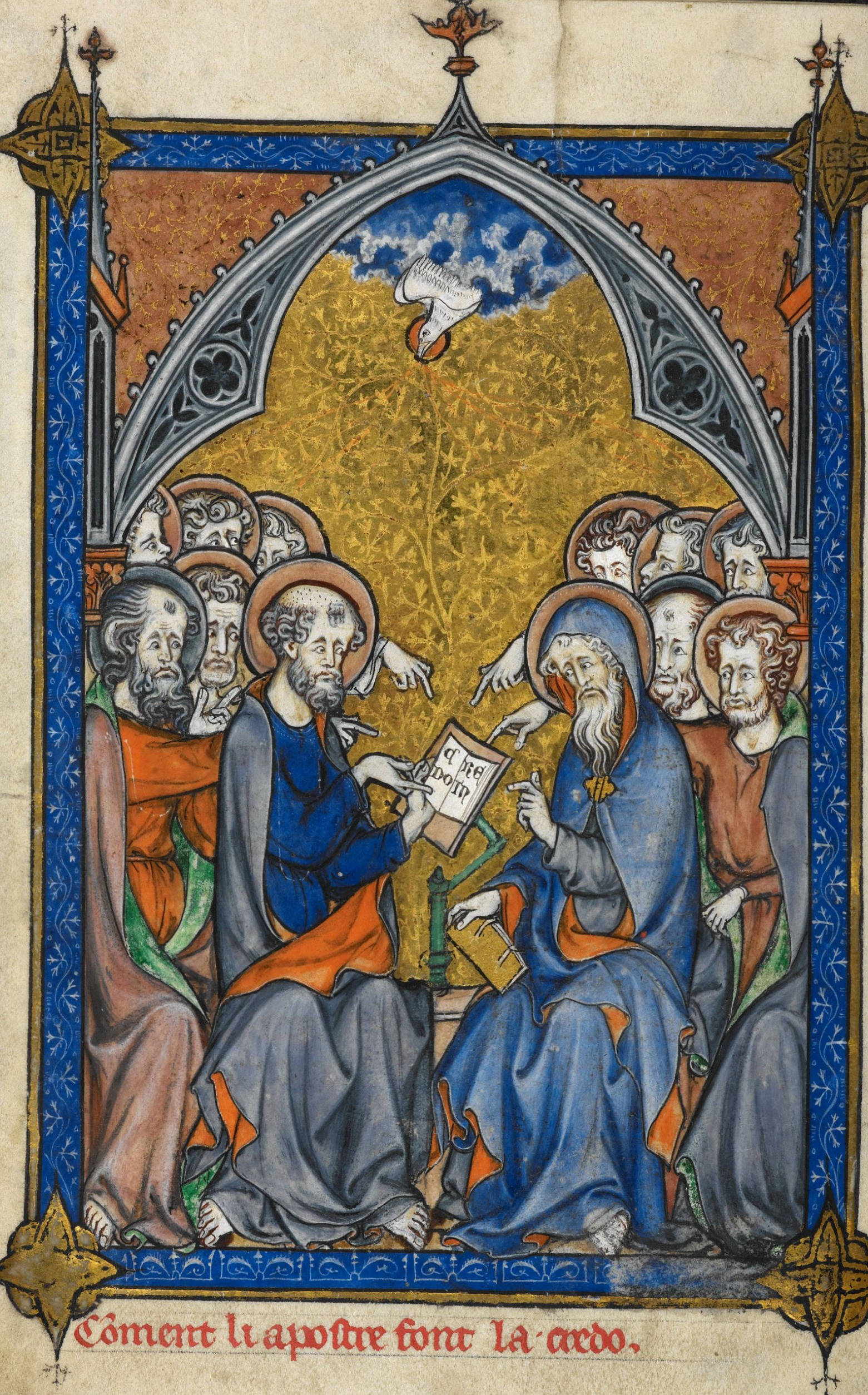
Aquesta il·luminació d'un manuscrit del mostra als apòstols que escriuen el Credo, rebent inspiració de l'Esperit Sant.

El títol Symbolum Apostolicum (símbol o credo dels apòstols) apareix per primera vegada en una carta, probablement escrita per Ambròs de Milà, des d'un Concili de Milà al Papa Sirici al voltant de l'any 390. «Deixeu-los donar crèdit al Credo dels Apòstols, que l'Església Romana sempre ha conservat i preservat sense fi». Però allò que existia en aquell moment no era el que ara es coneix com a Credo dels Apòstols, sinó una declaració més breu de la creença en la que, per exemple, no s'incloïa la frase «creador del cel i la terra», una frase que podria haver estat inserida només al segle VII.
El relat de l'origen d'aquest credo, precursor i font principal del Credo dels Apòstols, com a creat conjuntament pels Apòstols sota la inspiració de l'Esperit Sant, amb cadascun dels dotze aportant un dels articles, ja era actual en aquells moments.
El text anterior es va desenvolupar a partir de textos més simples basats en Mt 28:19.part de la Gran Comissió, i s'ha argumentat que ja estava escrit a finals del segle ii (vers el 180).
Mentre que les declaracions individuals de creença que s'inclouen en el Credo dels Apòstols, fins i tot les que no es troben en l'Antic Símbol Romà, es troben en diversos escrits d'Ireneu de Lió, Tertul·lià, Novacià, Marcel d'Ancira, Rufí d'Aquileia, Ambròs de Milà, Agustí d'Hipona, Niceti de Remesiana i Eusebi Gall, l'aparició més primerenca del que coneixem com a Credo dels Apòstols va ser a "De singulis libris canonicis scarapsus" ("Extracte dels Llibres Canonics Individuals") de Pirmí de Reichenau (Migne, Patrologia Latina 89, 1029 ff.), escrit entre 710 i 714. Bettenson i Maunder afirmen que és anterior a "Dicta Abbatis Pirminii de singulis libris canonicis scarapsus" (idem quod excarpsus, extracte), c. 750. Aquest credo sembla haver sorgit en el que ara és França i Espanya. Carlemany el va imposar al llarg dels seus dominis, i finalment va ser acceptat a Roma, on l'Antic Símbol Romà o fórmules similars havien sobreviscut durant segles. S'ha discutit, no obstant això, que data de la segona meitat del segle v, encara que no abans.
Alguns han suggerit que el Credo dels Apòstols va ser unit amb frases del Nou Testament. Per exemple, la frase " Davallà als inferns" es fa ressò d'Ef 4:9, «havia baixat a les regions inferiors, és a dir, a la terra»". És interessant que aquesta frase aparegués per primera vegada en una de les dues versions de Rufí de l'any 390 i que no tornés a aparèixer en cap versió del credo fins a l'any 650.
Aquesta frase i la de la comunió dels sants són articles trobats en el Credo dels Apòstols, però no en l'Antic Símbol Romà ni en el Credo de Nicea.

## Text en llatí
| Credo                                    |
|                                          |
| Recitació del credo en llatí eclesiàstic |
|                                          |

Credo in Deum Patrem omnipotentem, Creatorem caeli et terrae,

 et in Iesum Christum, Filium Eius unicum, Dominum nostrum,

 qui conceptus est de Spiritu Sancto, natus ex Maria Virgine,

 passus sub Pontio Pilato, crucifixus, mortuus, et sepultus,

 descendit ad infernos, tertia die resurrexit a mortuis,

 ascendit ad caelos, sedet ad dexteram Dei Patris omnipotentis,

 inde venturus est iudicare vivos et mortuos.

Credo in Spiritum Sanctum,

 sanctam Ecclesiam catholicam, sanctorum communionem,

 remissionem peccatorum,

 carnis resurrectionem,

 vitam aeternam.

Amen.

## Text en grec
El text en grec no és habitualment emprat a les esglésies orientals ortodoxes.
Πιστεύω εἰς θεòν πατέρα, παντοκράτορα, ποιητὴν οὐρανοῦ καὶ γῆς.

Καὶ (εἰς) Ἰησοῦν Χριστòν, υἱὸν αὐτοῦ τòν μονογενῆ, τòν κύριον ἡμῶν,

 τòν συλληφθέντα ἐκ πνεύματος ἁγίου, γεννηθέντα ἐκ Μαρίας τῆς παρθένου,

 παθόντα ἐπὶ Ποντίου Πιλάτου, σταυρωθέντα, θανόντα, καὶ ταφέντα,

 κατελθόντα εἰς τὰ κατώτατα, τῇ τρίτῃ ἡμέρᾳ ἀναστάντα ἀπò τῶν νεκρῶν,

 ἀνελθόντα εἰς τοὺς οὐρανούς, καθεζόμενον ἐν δεξιᾷ θεοῦ πατρὸς παντοδυνάμου,

 ἐκεῖθεν ἐρχόμενον κρῖναι ζῶντας καὶ νεκρούς.

Πιστεύω εἰς τò πνεῦμα τò ἅγιον, ἁγίαν καθολικὴν ἐκκλησίαν, ἁγίων κοινωνίαν,

 ἄφεσιν ἁμαρτιῶν, σαρκὸς ἀνάστασιν, ζωὴν αἰώνιον.

Ἀμήν.

## Text en català
Crec en un Déu pare totpoderós, creador del cel i de la terra

 i en Jesucrist, únic fill seu, Senyor nostre

 el qual fou concebut per obra de l'Esperit Sant, nasqué de Maria Verge;

 patí sota el poder de Ponç Pilat, fou crucificat, mort i sepultat;

 davallà als inferns, ressuscità el tercer dia d'entre els morts

 se'n pujà al cel, seu a la dreta de Déu Pare totpoderós

 i d'allà ha de venir a judicar els vius i els morts

Crec en l'Esperit Sant;

 la santa Mare Església catòlica, [apostòlica, romana]

 la comunió dels sants; 

 la remissió dels pecats;

 la resurrecció de la carn; 

 la vida perdurable. Amén.

## Ús litúrgic en el cristianisme occidental
Les comunitats litúrgiques del cristianisme occidental que deriven els seus rituals del Missal Romà, incloent aquelles comunitats particulars que utilitzen el mateix Missal Romà (catòlics romans), el Llibre de l'oració comuna (Anglicans i Episcopals), el Culte evangèlic luterà, El Llibre del servei luterà i el Llibre unificat de culte metodista, utilitzen el Credo dels Apòstols i les seves formes interrogatives en els seus ritus del Baptisme, que consideren el sagrament d'iniciació a l'Església.

### Església catòlica

#### Ritu del Baptisme
En el Ritu del Baptisme s'utilitza una forma interrogativa del Credo dels Apòstols (tant per a nens com per a adults). El ministre de bateig fa les següents preguntes: 
Creieu en Déu, el Pare Totpoderós, creador del cel i de la terra?
Creieu en Jesucrist, el seu únic Fill i Senyor nostre, que va néixer de Maria Verge, va ser crucificat, mort, i sepultat, es llevà de la mort i s'asseu a la dreta del Pare?
Creieu en l'Esperit Sant, en l'Església, que és Una, Santa, Catòlica i Apostòlica; en la comunió dels sants, el perdó dels pecats, la resurrecció de la carn i la vida perdurable?
A cada pregunta, el catecumen, o, en el cas d'un nadó, els pares i els patrocinadors (padrins) en el seu lloc, responen "Si, crec". Llavors el celebrant diu:
Aquesta és la nostra fe. Aquesta és la fe de l'Església. Ens sentim orgullosos de professar-lo, en Crist Jesús nostre Senyor.
I tots responen: Amén.

#### Professió de fe durant la missa
Des de l'edició de 2002, el Credo dels Apòstols està inclòs en el Missal Romà amb la indicació: "En lloc del Credo Niceno-Constantinopolità, especialment durant la quaresma i la Setmana Santa, es pot utilitzar el Símbol baptismal de l'Església romana, conegut com a Credo dels Apòstols". Anteriorment, el Credo de Nicea era l'única professió de fe que el Missal oferia a la missa, excepte en missa per a nens; però en alguns països l'ús del Credo dels Apòstols ja estava permès.

#### Ús a l'Ofici Diví
En el Breviari de 1962, autoritzat pel Summorum Pontificum, el Credo dels Apòstols és recitat a l'hora Prima i a Completes alguns dies durant l'Advent i la Quaresma com a part de les Pregàries, una sèrie de versets i respostes precedits pel Kyrie, eleison ("Senyor, teniu pietat ") i el Pare nostre. En edicions anteriors, també es va dir després del Pare nostre i l'Ave Maria abans de Matines i Prima, i després de Compline.

### Comunió anglicana
El Credo dels Apòstols s'utilitza en els serveis no eucarístics de matines i vespres. S'invoca després de la recitació o el cant dels Càntics, i és l'única part dels serveis en què la congregació tradicionalment es giren de cara a l'altar, si estan asseguts de manera transversal al cor.

### Església luterana
Els luterans que segueixen el Llibre del servei luterà, com els catòlics romans, utilitzen el Credo dels Apòstols durant el Sagrament del Baptisme:
Creieu en Déu, el Pare Totpoderós, el creador del cel i de la terra?
Creieu en Jesucrist, el seu únic fill, el nostre Senyor, que va ser concebut per l'Esperit Sant, i nascut de la Mare de Déu, patí sota Ponç Pilat, va ser crucificat, mort i sepultat. Va baixar a l'infern. El tercer dia es va aixecar de nou dels morts. Va pujar al cel i s'asseu a la dreta del Pare. I d'allà vindrà a jutjar els vius i els morts?
Creieu en l'Esperit Sant, la Santa Església catòlica, la comunió dels sants, el perdó dels pecats, la resurrecció de la carns i la vida eterna?
Després de cada pregunta, el candidat respon dient "Sí, crec". Si el candidat és un nen, els padrins han de respondre les preguntes.